# New Tales of Gisaeng
New Tales of Gisaeng (hangul: 신기생뎐; rr: Sin Gisaeng Dyeon; também conhecido como New Gisaeng Story) é uma telenovela sul-coreana protagonizada por Im Soo-hyang, Sung Hoon e Han Hye-rin. Foi escrita por Im Sung-han, dirigida por Son Moon-kwon e exibida na SBS entre 23 de janeiro e 17 de julho de 2011.

## Elenco

### Elenco principal
- Im Soo-hyang como Dan Sa-ran[2]
- Sung Hoon como Ah Da-mo[3]
- Han Hye-rin como Geum Ra-ra
- Kim Bo-yeon como Oh Hwa-ran
- Kim Hye-sun como Han Soon-deok
  - Jung Han-bi como Soon-deok (criança)

### Elenco de suporte
Família Dan
- Baek Ok-dam como Dan Gong-joo
- Kim Joo-young como Dan Chul-soo
- Lee Sook como Ji Hwa-ja

Família Geum
- Han Jin-hee como Geum Eo-san
  - Park Jin como Eo-san (criança)
- Seo Woo-rim como Lee Hong-ah
- Lee Jong-nam como Jang Joo-hee
- Lee Dong-joon como Geum Kang-san
- Lee Dae-ro como Geum Shi-jo
- Lee Sang-mi como Shin Hyo-ri

Família Ah
- Im Hyuk como Ah Soo-ra
- Kim Hye-jung como Cha Ra-ri
- Ahn Young-joo como Park Ae-ja

Buyonggak
- Lee Mae-ri como Lee Do-hwa
- Choi Sun-ja como Mãe de Hwa-ran
- Park Joon-myun como Noh Eun-ja
- Seo Dong-soo como Ma Dan-se
- Song Dae-kwan como Seo Saeng-kang
- Oh Ki-chan como Oh Bong-yi
- Kang Cho-hee como Han Song-yi
- Kim Yul como Baek Soo-jung
- Seol Yoon como Jang Soo-jin
- Yoon Ji-eun como Song Hye-eun
- Kim Eun-sun como Ye-rang
- Lee Sun-ah como Lee Ji-hyang
- Oh Ji-yeon como Kim-sshi
- Ha Na-kyung

Outros
- Jeon Ji-hoo como Son-ja
- Jin Ye-sol como Jin Joo-ah
- Lee Soo-jin como Sung Ah-mi
- Park Yoon-jae como Oh Jin-ahm
- Kim Ho-chang como Yoo Tae-young
- Michael Blunck como Kyle
- Shin Goo como Mestre Joong-bong
- Jun Sung-hwan como Mestre Jung-do
- Lee Hyo-jung como Ma Yi-joon
- Kim Joon-hyung como Do-suk
- Son Ga-young como Choi Young-mim
- Won Jong-rye como Mãe de Young-nim
- Kim Sun-il como Min-jae
- Min Joon-hyun como Gestor

## Classificações
| Episódio | Data de transmissão original | Audiência média    | Audiência média              | Audiência média           | Audiência média              |
| Episódio | Data de transmissão original | Classificação TNmS | Classificação TNmS           | Classificação AGB Nielsen | Classificação AGB Nielsen    |
| Episódio | Data de transmissão original | Em todo o país     | Região Metropolitana de Seul | Em todo o país            | Região Metropolitana de Seul |
| -------- | ---------------------------- | ------------------ | ---------------------------- | ------------------------- | ---------------------------- |
| 1        | 23 de janeiro de 2011        | 8.0%               | 9.9%                         | 10.4%                     | 12.2%                        |
| 2        | 23 de janeiro de 2011        | 9.9%               | 11.9%                        | 12.4%                     | 14.2%                        |
| 3        | 29 de janeiro de 2011        | 9.2%               | 10.7%                        | 11.4%                     | 13.2%                        |
| 4        | 30 de janeiro de 2011        | 8.3%               | 9.8%                         | 9.4%                      | 10.9%                        |
| 5        | 5 de fevereiro de 2011       | 9.0%               | 11.3%                        | 10.2%                     | 11.3%                        |
| 6        | 6 de fevereiro de 2011       | 8.9%               | 10.3%                        | 10.8%                     | 12.0%                        |
| 7        | 12 de fevereiro de 2011      | 9.7%               | 12.1%                        | 11.0%                     | 12.0%                        |
| 8        | 13 de fevereiro de 2011      | 9.0%               | 10.8%                        | 10.9%                     | 12.5%                        |
| 9        | 19 de fevereiro de 2011      | 10.4%              | 12.1%                        | 14.5%                     | 16.3%                        |
| 10       | 20 de fevereiro de 2011      | 9.0%               | 10.3%                        | 13.6%                     | 16.0%                        |
| 11       | 26 de fevereiro de 2011      | 10.1%              | 11.4%                        | 12.7%                     | 14.4%                        |
| 12       | 27 de fevereiro de 2011      | 10.1%              | 12.1%                        | 13.7%                     | 15.7%                        |
| 13       | 5 de março de 2011           | 11.2%              | 13.0%                        | 12.7%                     | 14.4%                        |
| 14       | 6 de março de 2011           | 10.5%              | 12.3%                        | 13.7%                     | 15.2%                        |
| 15       | 12 de março de 2011          | 10.7%              | 12.8%                        | 12.6%                     | 14.3%                        |
| 16       | 13 de março de 2011          | 11.5%              | 13.7%                        | 13.4%                     | 15.5%                        |
| 17       | 19 de março de 2011          | 11.4%              | 14.0%                        | 13.2%                     | 15.4%                        |
| 18       | 20 de março de 2011          | 11.0%              | 13.1%                        | 14.4%                     | 16.6%                        |
| 19       | 26 de março de 2011          | 11.3%              | 13.1%                        | 12.5%                     | 14.1%                        |
| 20       | 27 de março de 2011          | 10.8%              | 13.3%                        | 13.0%                     | 14.9%                        |
| 21       | 2 de abril de 2011           | 13.7%              | 15.9%                        | 18.0%                     | 20.2%                        |
| 22       | 3 de abril de 2011           | 15.6%              | 18.2%                        | 18.7%                     | 20.5%                        |
| 23       | 9 de abril de 2011           | 16.0%              | 18.7%                        | 18.7%                     | 21.0%                        |
| 24       | 10 de abril de 2011          | 14.8%              | 17.9%                        | 19.2%                     | 21.9%                        |
| 25       | 16 de abril de 2011          | 14.9%              | 16.9%                        | 17.0%                     | 18.4%                        |
| 26       | 17 de abril de 2011          | 15.7%              | 18.5%                        | 18.5%                     | 20.9%                        |
| 27       | 23 de abril de 2011          | 14.6%              | 17.2%                        | 18.7%                     | 21.0%                        |
| 28       | 24 de abril de 2011          | 15.1%              | 17.5%                        | 19.3%                     | 21.0%                        |
| 29       | 1 de maio de 2011            | 10.1%              | 11.8%                        | 13.3%                     | 14.9%                        |
| 30       | 1 de maio de 2011            | 15.7%              | 17.2%                        | 19.0%                     | 20.5%                        |
| 31       | 7 de maio de 2011            | 13.0%              | 14.3%                        | 16.4%                     | 16.9%                        |
| 32       | 8 de maio de 2011            | 14.8%              | 16.9%                        | 18.3%                     | 20.1%                        |
| 33       | 14 de maio de 2011           | 15.2%              | 18.5%                        | 17.6%                     | 19.6%                        |
| 34       | 15 de maio de 2011           | 16.4%              | 19.6%                        | 19.1%                     | 21.4%                        |
| 35       | 21 de maio de 2011           | 15.0%              | 17.3%                        | 19.2%                     | 21.8%                        |
| 36       | 22 de maio de 2011           | 16.5%              | 18.9%                        | 19.3%                     | 21.0%                        |
| 37       | 28 de maio de 2011           | 15.9%              | 18.7%                        | 18.5%                     | 19.8%                        |
| 38       | 29 de maio de 2011           | 16.3%              | 19.1%                        | 20.2%                     | 21.9%                        |
| 39       | 4 de junho de 2011           | 15.6%              | 19.1%                        | 19.3%                     | 20.2%                        |
| 40       | 5 de junho de 2011           | 15.9%              | 17.0%                        | 19.4%                     | 20.7%                        |
| 41       | 11 de junho de 2011          | 18.1%              | 21.0%                        | 21.7%                     | 22.9%                        |
| 42       | 12 de junho de 2011          | 19.3%              | 22.8%                        | 22.3%                     | 24.1%                        |
| 43       | 18 de junho de 2011          | 19.1%              | 20.9%                        | 21.0%                     | 22.0%                        |
| 44       | 19 de junho de 2011          | 19.6%              | 23.5%                        | 23.1%                     | 24.5%                        |
| 45       | 25 de junho de 2011          | 19.5%              | 22.2%                        | 22.4%                     | 24.3%                        |
| 46       | 26 de junho de 2011          | 20.3%              | 22.2%                        | 25.0%                     | 26.5%                        |
| 47       | 2 de junho de 2011           | 20.4%              | 23.3%                        | 22.5%                     | 23.2%                        |
| 48       | 3 de junho de 2011           | 20.9%              | 24.6%                        | 24.4%                     | 25.8%                        |
| 49       | 9 de junho de 2011           | 20.1%              | 20.8%                        | 23.6%                     | 24.7%                        |
| 50       | 10 de junho de 2011          | 21.1%              | 22.3%                        | 24.7%                     | 25.9%                        |
| 51       | 16 de junho de 2011          | 23.2%              | 25.1%                        | 26.5%                     | 28.3%                        |
| 52       | 17 de junho de 2011          | 24.0%              | 25.1%                        | 28.3%                     | 29.5%                        |
| Média    | Média                        | 14.4%              | 16.6%                        | 17.3%                     | 19.0%                        |

## Prémios e nomeações
| Ano  | Prémio                   | Categoria                                            | Destinatários e nomeados | Resultado |
| ---- | ------------------------ | ---------------------------------------------------- | ------------------------ | --------- |
| 2011 | 4º Korea Drama Awards    | Melhor Atriz Revelação                               | Im Soo-hyang             | Venceu    |
| 2011 | SBS Drama Awards         | Prémio de Estrela Revelação                          | Sung Hoon                | Venceu    |
| 2011 | SBS Drama Awards         | Prémio de Estrela Revelação                          | Im Soo-hyang             | Venceu    |
| 2011 | SBS Drama Awards         | Prémio Especial, Ator de um Drama Diário ou Semanal  | Im Hyuk                  | Indicado  |
| 2011 | SBS Drama Awards         | Prémio Especial, Ator de um Drama Diário ou Semanal  | Han Jin-hee              | Indicado  |
| 2011 | SBS Drama Awards         | Prémio Especial, Atriz de um Drama Diário ou Semanal | Kim Hye-sun              | Indicado  |
| 2012 | 48º Baeksang Arts Awards | Melhor Atriz Revelação (Televisão)                   | Im Soo-hyang             | Indicado  |

## Transmissão internacional
A série foi exibida no Japão pelo canal por cabo KNTV entre 9 de setembro de 2012 e 3 de março de 2013, e reprisada no canal BS Japan a 20 de fevereiro de 2013. Em Hong Kong, o drama começou a ser exibido pela HKTV em 2015.